# Rhododendron subulatum
Rhododendron subulatum là một loài thực vật có hoa trong họ Thạch nam. Loài này được (Nakai) Harmaja mô tả khoa học đầu tiên năm 2002.